# عملية كروسيدر

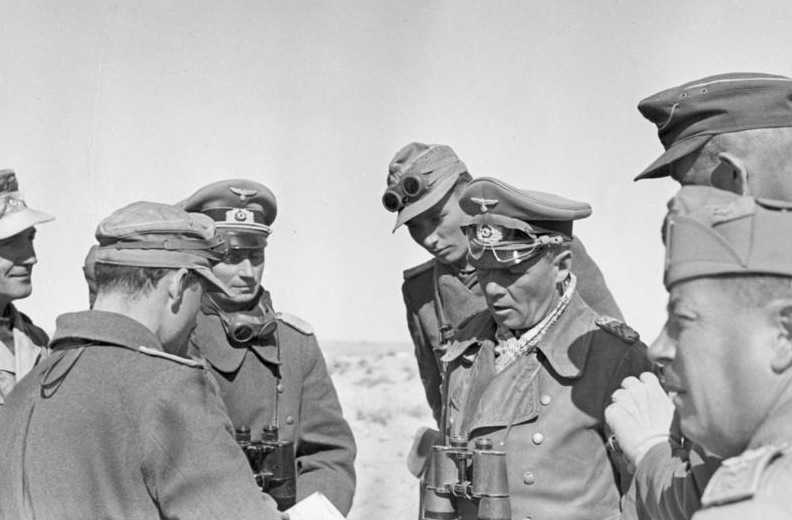
رومل يتباحث مع قادته قرب العقيلة في 12 يناير 1942

عملية كروسيدر (بالإنجليزية: Operation Crusader؛ عملية الصليبي)‏ هي عملية عسكرية نفذها الجيش الثامن البريطاني خلال 18 - 30 نوفمبر 1941 ضد قوات المحور في ليبيا خلال حملة شمال أفريقيا في الحرب العالمية الثانية، انتهت العلمية باستيلاء القوات البريطانية على مرسى البريقة في 6 يناير 1942، وإخراج قوات المحور من كل أراضي برقة تقريباً.

## الخلفية
- بعد فشل القائد البريطاني أرشيبالد ويفل قائد القوات البريطانية في الشرق الأوسط في إلحاق الهزيمة بقوات المحور التي يقودها القائد الألماني إرفين رومل في عملية فأس المعركة Battleaxe في صيف عام 1941 على الحدود الليبية المصرية، قام رئيس الوزراء البريطاني ونستون تشرشل بعزل ويفل وعين مكانه كلود أوكنلك.
- حدد أوكنلك موعد الهجوم الجديد على قوات المحور بيوم 18 نوفمبر 1941 بعد مرور فترة الصيف بحرها القائظ.
- في المقابل فإن رومل ورغم نجاحه في صد البريطانيين في مصر لكنه فشل في احتلال طبرق التي كان يحاصرها منذ أبريل 1941، وحدد يوم 23 نوفمبر موعداً للهجوم عليها.

## المعركة

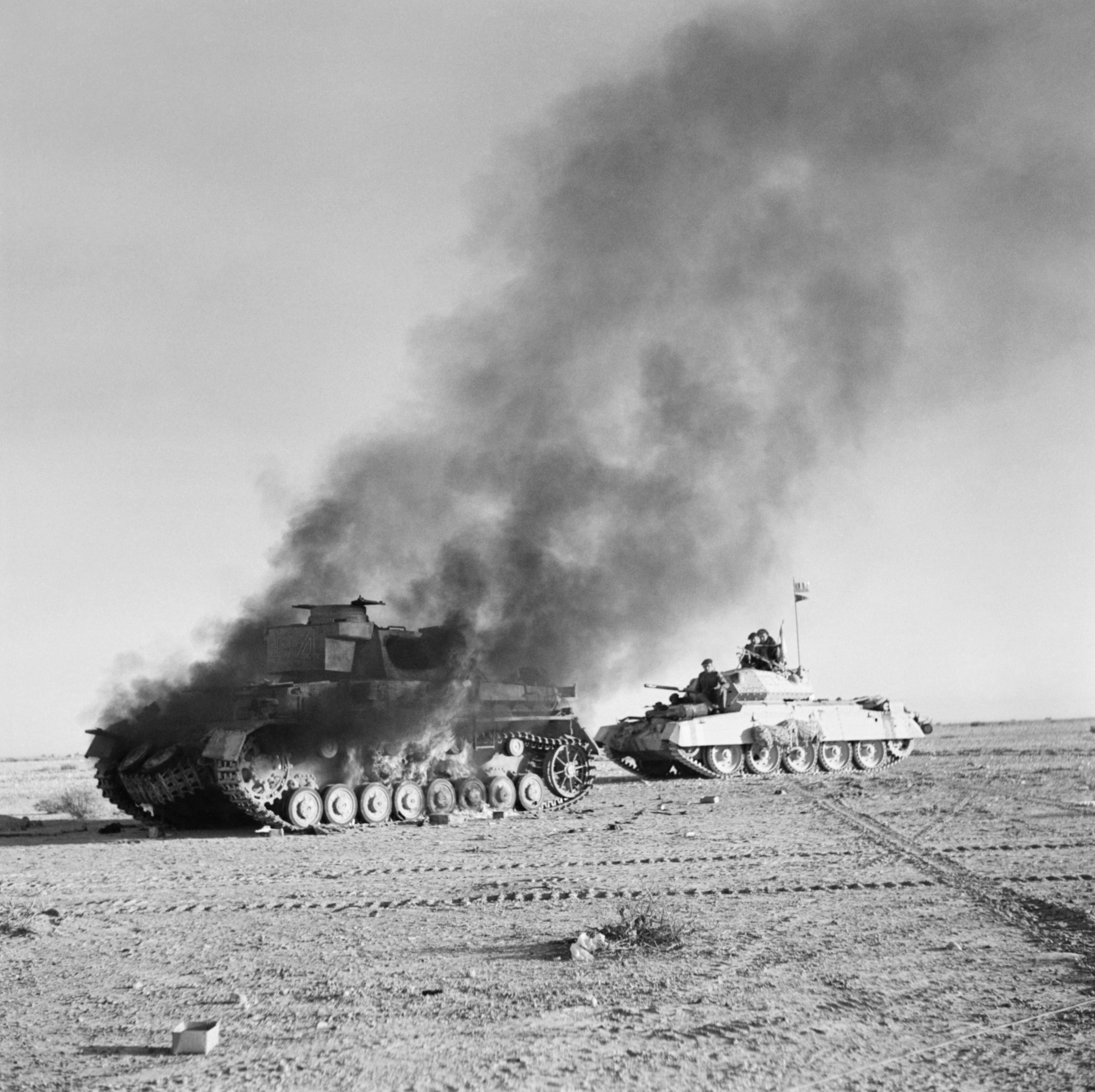
دبابة بانزر-4 ألمانية محترقة أثناء المعركة

- في 18 نوفمبر 1941 بدأت القوات البريطانية (تحت اسم الجيش الثامن البريطاني الذي يقوده الآن كننغهام Alan Cunningham) هجومها على قوات المحور على الحدود الليبية المصرية تحت اسم عملية الصليبي'، وكان خطة الحملة الاتجاه من الحدود بحركة التفافية نحو الشمال إلى طبرق والبردية، وبالطبع فقد ألغى رومل خطته بالهجوم على طبرق، وصار عليه الآن أن يفشل هذا الهجوم الجديد.
- أحد أجزاء الخطة كان يقتضي احتلال الواحات الوسطى في برقة، وقد حدث ذلك حيث احتلت أوجلة في 22 نوفمبر وجالو في 24 نوفمبر.
- لكن خلال الأيام الأولى من الحملة وعندما كانت نتيجتها غير واضحة، كان هناك اختلاف بين كننغهام وبين أوكنلك حول هدف العملية، ففي حين يرى كننغهام أن الأفضل هو الوضع الدفاعي، كان يرى أوكنلك أهمية الهجوم وهزيمة قوات المحور بشكل حاسم، ولذلك قام بعزل كننغهام من قيادة الجيش الثامن وأحل محله نيل ريتشي.
- أسفرت هذه العملية بعد سلسلة معقدة من المعارك إلى إصدار رومل قراره بالتراجع لذلك تم تحرير حامية طبرق المحاصرة في يوم 7 ديسمبر 1941 (نفس يوم هجوم بيرل هاربر من قبل الطيران الياباني على القوات الأمريكية)، وربما كان الدافع لرومل وراء ذلك هو على الأرجح عدم معرفته الدقيقة بنوايا البريطانيين، لذلك فإن التمسك بالمواقع الحدودية قد يعرض قواته لخطر التطويق والأسر، لذلك فإن من الأفضل الانسحاب.
- في يوم 18 ديسمبر احتلت القوات البريطانية المخيلي، واحتلت بنغازي في 24 ديسمبر، وانتهت الحملة وانتهت باستيلاء القوات البريطانية على مرسى البريقة في 6 يناير 1942.
- لم يكن الجميع راضياً عن انسحاب رومل، خصوصاً القيادة العليا الإيطالية، ففي 25 ديسمبر التقى رومل مع القائد الإيطالي باستيكو الحاكم العام لليبيا، وأوغو كافلليرو رئيس القيادة العليا الإيطالية، والقائد الألماني ألبرت كسلرنغ الذي عُين حديثاً قائداً لكل القوات الألمانية في الجنوب جبهة البحر المتوسط، وقد حاول ابداء اعتراضهم على قرار الانسحاب إلاّ أن رومل تمسك برأيه.
- على الرغم من أن رومل أنقذ الجزء الأكبر من قواته لكنه جزءاً منها وقع في الأسر مثل حامية البردية التي استسلمت يوم 2 يناير 1942، وحامية ممر حلفايا (على الحدود المصرية الليبية) استسلمت يوم 17 يناير 1942.

## ما بعدالمعركة
- على الرغم من أن البريطانيين اعتقدوا بأنهم هزموا قوات المحور، لكنهم في الواقع تكبدوا خسائر كبيرة أثناء هذه العملية، فمثلاً أثناء محاولة البريطانيين تطويق الفيلق الأفريقي بالقرب من أجدابيا خسر البريطانيون 60 دبابة، مقابل 14 دبابة فقط خسرتها قوات رومل. وفي المجمل فقد خسر البريطانيون 18,000 جندي ما بين قتيل وأسير وجريح، في حين بلغت خسائر قوات المحور 38,000 جندي، كما تم تقدير خسائر البريطانيين في الدبابات ب278 دبابة، وخسائر المحور ب300 دبابة.
- على الرغم من أن قوات المحور تم إخراجها من كامل أراضي برقة تقريباً، لكن هذا الانتصار لم يدم طويلاً، ففي 21 يناير 1942 شن رومل هجومه من جديد، ووصل إلى خليج البمبة في 3 فبراير، ثم استأنف هجومه يوم 26 مايو 1942 وهو الهجوم الذي عرف باسم معركة عين الغزالة.